# Сан-П'єтро-ін-Лама
Сан-П'єтро-ін-Лама (італ. San Pietro in Lama, сиц. San Pietru) — муніципалітет в Італії, у регіоні Апулія, провінція Лечче.
Сан-П'єтро-ін-Лама розташований на відстані близько 510 км на схід від Рима, 140 км на південний схід від Барі, 8 км на південний захід від Лечче.
Населення — 3569 осіб (2014).
Щорічний фестиваль відбувається 7 квітня. Покровитель — святий Петро.

## Демографія
Населення за роками:

Станом на 1 січня 2023 року в муніципалітеті офіційно проживали 163 іноземці з 19 країн, серед них 26 громадян країн Євросоюзу та 4 громадяни України.

## Сусідні муніципалітети
- Копертіно
- Лечче
- Лекуїле
- Монтероні-ді-Лечче